# Sân bay Aykhal
Sân bay Aykhal (ICAO: UERA) là một sân bay ở Aykhal, Cộng hòa Sakha, Nga.

## Hãng hàng không và điểm đến
Nguồn: